# Carretera a l'infern
Carretera a l'infern (títol original: The Hitcher) és una pel·lícula estatunidenca dirigida per Robert Harmon, estrenada l'any 1986. Ha estat doblada al català.

## Argument
Mentre fa ruta per Califòrnia, un jove americà agafa un autoestopista que resulta ser un autèntic psicòpata. Per l'heroi, Jim Halsey, és el començament d'un llarg viatge cap a l'horror, a la vegada acorralat per l'assassí i blanc per la policia que el fa responsable dels homicidis que no ha comès.

## Repartiment
- C. Thomas Howell: Jim Halsey
- Rutger Hauer: John Ryder
- Jennifer Jason Leigh: Nash
- Jeffrey DeMunn: el capità Esteridge
- John M. Jackson: el sergent Starr
- Billy Green Bush: l'oficial Donar
- Jack Thibeau: l'oficial Prestone
- Armin Shimerman: el sergent del interrogatori
- Gene Davis: l'oficial Dodge
- Jon Van Ness: l'oficial Hapscomb
- Henry Darrow: l'oficial Hancock
- Tony Epper: l'oficial Conners
- Tom Spratley: el propietari
- Colin Campbell: l'obrer

## Rebuda
La pel·lícula va ser un fracàs comercial, informant aproximadament 5.844.000 $ al box-office a Amèrica del Nord per un pressupost de 6 milions.
Ha rebut crítiques moderades, recollint 59 % de crítiques positives, amb una nota mitjana de 5,7/10 i sobre la base de 32 críticos, al lloc Rotten Tomatoes.

## Al voltant de la pel·lícula
- El rodatge es va desenvolupar a Amboy, Barstow, el desert dels Mojaves, el parc nacional del vall de la Mort, el comtat d'Imperial, Lake Mead i Los Angeles.
- La pel·lícula, que va ser seguida per Hitcher 2 (2003), va tenir un remake, Hitcher (2007).
- La cançó Don't Stop Lovin' Me va ser interpretada per Mickey Jones.
- El guionista Eric Red va declarar que la història li va ser inspirada per la cançó de Doors, Riders on the Storm.[6]
- El primer muntatge de la pel·lícula durava tres hores.
- Abans d'acabar en les mans de Rutger Hauer, el paper de John Ryder va ser proposat primer a Terence Stamp i Sam Elliott.
- El vehicle utilitzat al final de la pel·lícula és un Dodge Ramcharger.
- A destacar, la petita aparició del guionista Eric Red en el paper de l'adjunt del xèrif que escorta John Ryder pel seu trasllat penitenciari.
- Es tracta de la segona pel·lícula en la que treballen Jennifer Jason Leigh i Rutger Hauer després de Els senyors de l'acer l'any 1985.

## Premis
- Gran premi del jurat, premi de la crítica i premi TF1, en el Festival de la pel·lícula policíaca de Cognac el 1986.